# ミホウジャパン
ミホウジャパン株式会社は、東京都港区に本社を置く主に冷凍食品を輸入･販売する食品メーカー。

## 沿革
- 1994年 - ジャパン・チャイナ・トレーディング株式会社を設立。
- 2000年 - 商号をミホウジャパン株式会社に変更。
- 2004年 - 大証ヘラクレスに上場。
- 2005年 - 食品小売フランチャインズ「Ichiba!!」1号店を成田市に出店（その後閉店）。
- 2008年 - 株式時価総額が上場廃止基準に接触し、大証上場廃止。

## 関連事項
- 中国産食品の安全性